# Nobuo Fudžišima
Nobuo Fudžišima (* 8. duben 1950) je bývalý japonský fotbalista.

## Klubová kariéra
Hrával za Nippon Kokan.

## Reprezentační kariéra
Nobuo Fudžišima odehrál za japonský národní tým v letech 1971–1979 celkem 65 reprezentačních utkání.

## Statistiky
| Japonsko | Japonsko | Japonsko |
| Roky     | Záp.     | Góly     |
| -------- | -------- | -------- |
| 1971     | 1        | 0        |
| 1972     | 6        | 0        |
| 1973     | 4        | 0        |
| 1974     | 6        | 0        |
| 1975     | 12       | 3        |
| 1976     | 16       | 3        |
| 1977     | 5        | 0        |
| 1978     | 12       | 1        |
| 1979     | 3        | 0        |
| Celkem   | 65       | 7        |